# Лома (Монтана)
Лома (англ. Loma) — переписна місцевість (CDP) в США, в окрузі Чуто штату Монтана. Населення — 65 осіб (2020).

## Географія
Лома розташована за координатами 47°57′4″ пн. ш. 110°29′19″ зх. д. / 47.95111° пн. ш. 110.48861° зх. д. (47.951193, -110.488700).  За даними Бюро перепису населення США в 2010 році переписна місцевість мала площу 8,86 км², уся площа — суходіл.

## Демографія
Згідно з переписом 2010 року, у переписній місцевості мешкало 85 осіб у 37 домогосподарствах у складі 19 родин. Густота населення становила 10 осіб/км².  Було 46 помешкань (5/км²).
Расовий склад населення:
| - 95,3 % — білих |

До двох чи більше рас належало 4,7 %. Частка іспаномовних становила 0,0 % від усіх жителів.
За віковим діапазоном населення розподілялося таким чином: 25,9 % — особи молодші 18 років, 60,0 % — особи у віці 18—64 років, 14,1 % — особи у віці 65 років та старші. Медіана віку мешканця становила 43,8 року. На 100 осіб жіночої статі у переписній місцевості припадало 129,7 чоловіків;  на 100 жінок у віці від 18 років та старших — 162,5 чоловіків також старших 18 років.
Цивільне працевлаштоване населення становило 7 осіб. Основні галузі зайнятості: роздрібна торгівля — 100,0 %.